# Mechanix
Låten Mechanix är den första "versionen" av vad vi idag kallar "The Four Horsemen" av Metallica.
Dave Mustaine skrev låten, men efter att han sparkats från bandet skrev Metallica en ny text och döpte den till "The Four Horsemen".
James Hetfield, (Kompgitarr, sång), lade till ytterligare 3 minuter på låten, saktade ned tempot och bytte ut Mustaines text - om att ha sex på en bensinmack, till en berättelse om Apokalypsens fyra ryttare (The Four Horsemen of Death).
Mustaine spelade in originalet, utan Hetfields tillägg i sitt eget band Megadeth, på första skivan "Killing Is My Business... And Business Is Good!", med dubbelt så högt tempo som "Horsemen". Mustaine har erkänt att detta var som hämnd för hans avskedande, ett försök att "lägga Metallica till rätta" enligt honom, då Metallica i tidiga dagar anklagat honom för att vara en dålig gitarrist.

## Låtens olika versioner
| År   | Titel             | Grupp     | Album                                           |
| ---- | ----------------- | --------- | ----------------------------------------------- |
| 1982 | The Mechanix      | Metallica | No Life 'Til Leather (demo)                     |
| 1983 | The Four Horsemen | Metallica | Kill 'em All                                    |
| 1985 | Mechanix          | Megadeth  | Killing Is My Business... And Business Is Good! |